# Park Zamarstynowski
Park Zamarstynowski, również Zamarstynowski Park Leśny (ukr. Замарстинівський лісопарк) – park w rejonie szewczenkowskim we Lwowie, położony w północnej części miasta.
Dawniej stanowił część Lasu Brzuchowickiego, został urządzony w drugiej połowie lat 70. XX wieku na wzgórzach uznawanych za południowo-wschodnią krawędź Roztocza. Park powstał jako teren rekreacyjny powstającego dużego osiedla mieszkaniowego na Zamarstynowie, wytyczono alejki, ustawiono ławki, altany i urządzono place zabaw. We wschodniej części parku między ulicami Filipa Orlyka, Hetmana Mazepy i Holośko (Hołosko) znajduje się dawny Cmentarz Zamarstynowski. W zachodniej części parku znajduje się niewielki cmentarz z mogiłami jeńców niemieckich.
Obecnie park jest bardzo zaniedbany i wymaga przebudowy.